# Федорцева Софія Володимирівна

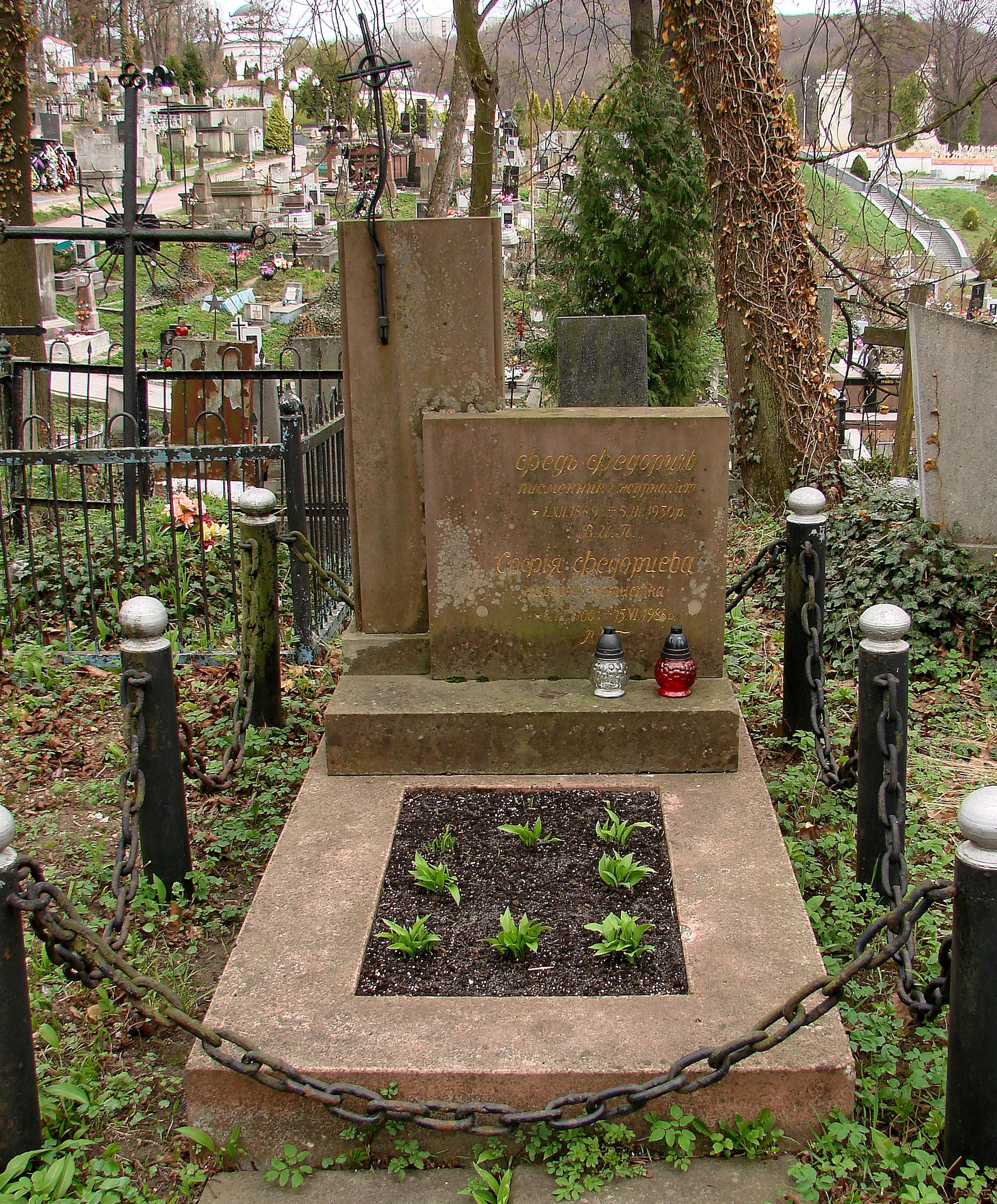

Софі́я Володи́мирівна Федо́рцева (уроджена Сабат) (8 березня 1900, Помонята (нині — Рогатинського району Івано-Франківської області) — 15 червня 1988 р., Львів) — драматична акторка героїко-трагедійного плану й майстер мистецького читання, народна артистка УРСР.

## Життєпис
Закінчила польську середню школу у Стрию.
У 1920 р. закінчила Вчительський інститут (Жіночу семінарію) у Львові, отримала диплом вчительки. Того ж року взяла шлюб з Федем Федорцівим, з яким зестрічалася близько двох років.
Видавши себе за польку, вступила драматичної студії при Львівській консерваторії (українців туди не брали), закінчила її у 1923 р.
З 1923 р. працювала естрадною артисткою мистецького читання у Львові.
У 1926 р. дебютувала на професійній сцені у ролі Олени у мелодрамі «Тайфун» під керівництвом Й. Стадника.
У 1927 р., отримавши запрошення до театру «Березіль», звернулася до уряду УРСР з проханням про дозвіл приїхати до  радянської України. Переїхавши до Харькова (як думала, тимчасово), невдовзі перевезла туди свою доньку (чоловік залишився у Львові та помер 5 березня 1930 р. у лікарні після невдалої операції).
З 1927 р. працює у театрі «Березіль», з 1934 р. — у Харківському академічному українському драматичному театрі імені Т. Г. Шевченка.
З 1946 р. — народна артистка УРСР.
У 1960 р. залишила театр.
Померла 15 червня 1988 р. у Львові. Похована на 75 полі Личаківського цвинтаря.
Фецорцева — автор спогадів про Леся Курбаса, І. Мар'яненка, П. Тичину, В. Стефаника, Ф. Федорцева. Авторка цікавого репортажу "Березіль" на мандрівці" ("Діло", 1930) про гастрольні виступи березільців у Херсоні, Запоріжжі, Дніпропетровську, відвідини Дніпрових порогів тощо.

## Ролі

### У театрі
- Олена («Тайфун» Лендьєва),
- Небаба («Диктатура» Івана Микитенка),
- Інгігерда («Ярослав Мудрий» Івана Кочерги),
- Емілія («Отелло» Вільяма Шекспіра),
- Маруся («Дай серцю волю …» Марка Кропивницького)

Головні ролі у п'єсах Максима Горького, Олександра Корнійчука та ін.

### У кіно
- Шкандибиха («Лимерівна» за Панасом Мирним),
- баба Олена («Любов на світанні» Ярослава Галана) та ін.

Виступала в радіо і на концертах з мистецьким читанням.

## Нагороди
- орден Трудового Червоного Прапора
- орден «Знак Пошани»
- медалі